# Lochheim (Sandhausen)
Koordinaten: 49° 21′ 19,8″ N, 8° 38′ 3,8″ O

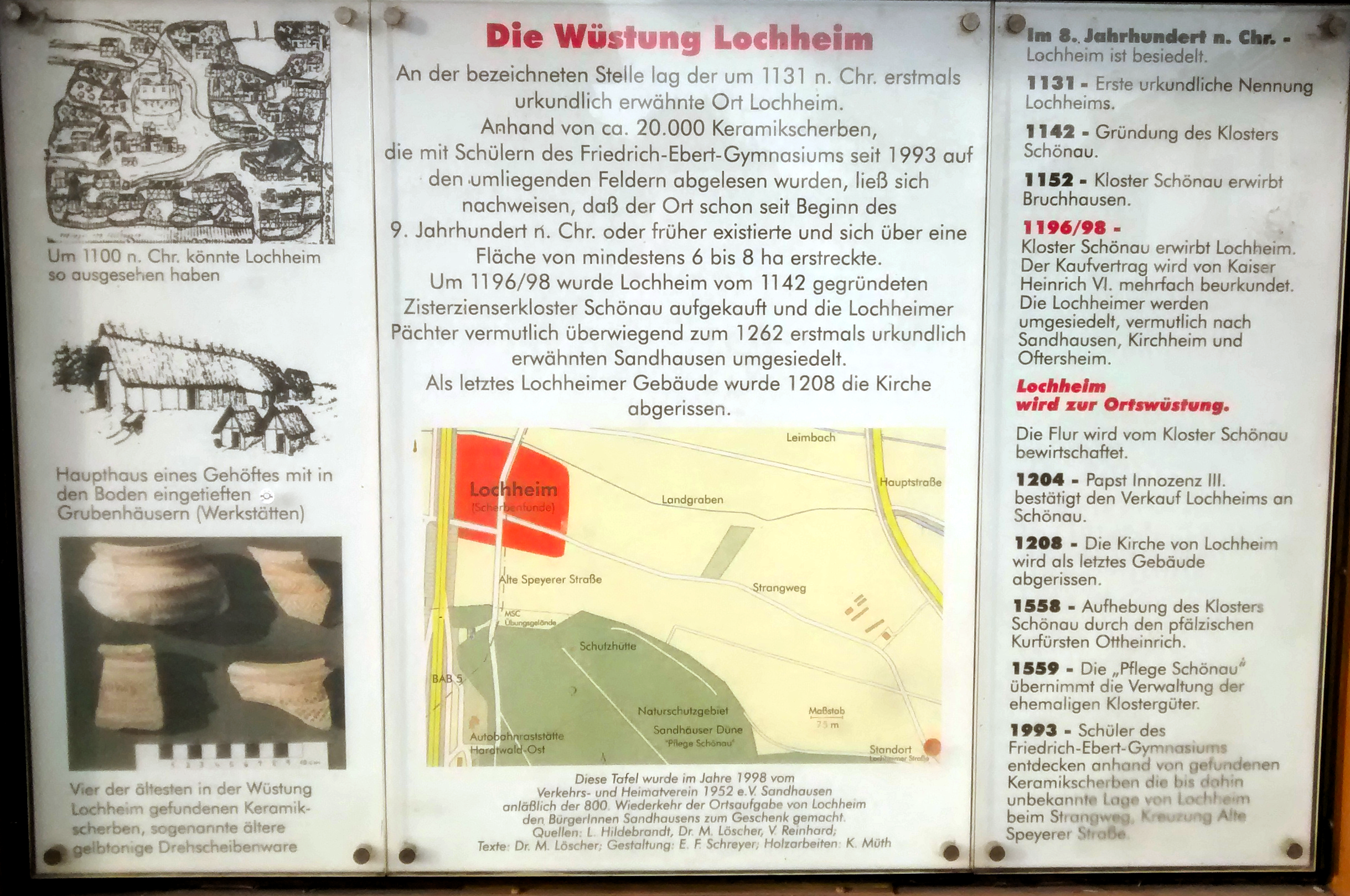
Schautafel über die Wüstung Lochheim

Lochheim ist eine Wüstung am nordwestlichen Rand der Gemeinde Sandhausen im Rhein-Neckar-Kreis im Regierungsbezirk Karlsruhe im Norden Baden-Württembergs. Sie liegt südlich des Leimbachs und des Landgrabens und nördlich der großen Sanddünenfelder auf einem flachen, verschleiften Sandrücken am Südrand des Neckarschwemmkegels in der Neckar-Rhein-Ebene (die zum Nördlichen Oberrheintiefland in der Oberrheinischen Tiefebene gehört). Die südlich der Wüstung Lochheim liegenden großen Sanddünenfelder befinden sich in dem Waldgebiet namens Pflege Schönau – in der auch das Naturschutzgebiet „Sandhausener Düne, Pflege Schönau-Galgenbuckel“ liegt – in den Hardtebenen.
Die erste sichere urkundliche Erwähnung Lochheims stammt aus dem Jahr 1131, möglicherweise bezieht sich aber schon die Nennung einer Kirchenweihe 1061 auf dieses Lochheim. Keramikfunde weisen auf eine Besiedlung seit dem 7. Jahrhundert hin. Von 1196 bis 1198 erwarb das Kloster Schönau den Ort und wandelte ihn in eine Grangie um, was 1208 mit dem Abriss der Kirche abgeschlossen wurde. Bis 1245 sind Schönauer Gutsverwalter erwähnt, über eine landwirtschaftliche Nutzung wird bis ins 15. Jahrhundert berichtet. In Sandhausen und dem Heidelberger Stadtteil Kirchheim weist jeweils eine Lochheimer Straße auf die Wüstung hin.
Die Wüstung wurde 1993 wiedergefunden und in der Folge wurden bei Begehungen durch Schüler des Gymnasiums Sandhausen unter der Leitung von Manfred Löscher Keramiken aus der Zeit vom 7. bis ins 15. Jahrhundert gefunden. Auf Luftbildern konnten die Überreste mehrerer Hausplätze, einer kleinen Saalkirche und einer Niederungsburg mit mehreren Wassergräben identifiziert werden.